# Ostrava-Třebovice (nádraží)
Ostrava-Třebovice je železniční stanice v ostravské městské části Třebovice. Stanice leží v km 264,592 železniční trati Ostrava-Svinov – Opava východ.
Ve stanici jsou tři dopravní koleje, z toho dvě o délkách 669 a 572 metrů umožňují vjezd i odjezd z/do obou směrů (tj. Ostrava-Svinov a Děhylov, jedna umožňuje jen odjezd směr Ostrava-Svinov. Délka stanice je 1400 metrů.
Ze stanice odbočují vlečky společností Dopravní podnik Ostrava a Porfix CZ.

## Historie
Nádraží bylo dána do provozu v roce 1898, ale jeho tehdejší poloha byla blíže k dnešní stanici Ostrava-Svinov.